# Боброва Катерина Олександрівна
Катерина Олександрівна Боброва (рос. Екатерина Александровна Боброва) — російська фігуристка, що спеціалізується в спортивних танцях на льоду, олімпійська чемпіонка та медалістка, призерка чемпіонату світу, чемпіонка Європи, призерка чемпіонатів Європи  та володарка інших титулів. 
Золоту олімпійську медаль та звання олімпійської чемпіонки Боброва разом із своїм партнером Дмитром Соловйовим вибороли на Сочинській олімпіаді 2014 року в командних змаганнях в складі збірної Росії. 
Срібну олімпійську медаль Боброва  здобула у складі збірної олімпійців з Росії в командних змаганнях на Пхьончханській олімпіаді 2018 року.

## Біографія
Катерина Боброва народилася у Москві 28 березня 1990 року. Батьки були спортсменами: мати займалася легкою атлетикою, батько лижним спортом. Старша сестра Світлана є майстром спорту міжнародного класу з акробатичного рок-н-ролу.
Катерина з 4-х років почала займатися фігурним катанням.

## Кар'єра
З 10 років (у 2000 році) почала кататися в танцювальній парі з Дмитром Соловйовим. До 2012 року вони тренувалися у Олени Кустарової та Світлани Алексєєвої. Перший серйозний успіх прийшов до них на чемпіонаті Росії 2008 року, коли Боброва та Соловйов здобули бронзову медаль. У тому ж році взяли участь у світовій першості (російська пара Оксана Домніна та Максим Шабалін не змогла брати участь у чемпіонаті світу через травму партнера), посіли 13-те місце. 2009-го на чемпіонаті країни стали четвертими. У лютому 2009 року взяли участь в Універсіаді, де посіли 5 місце. На чемпіонаті Росії 2010 року вони взяли срібло, вигравши у набагато досвідченіших Катерини Рублевої та Івана Шефера. Далі на чемпіонаті Європи стали 9-ми, а на Олімпіаді посіли 15 місце. У квітні 2012 року перейшли тренуватися до Олександра Жуліна та Олега Волкова. У сезоні 2012-2013 стали другим на етапі Гран-Прі Skate America. Потім стали другими на Cup of China. Два другі місця дозволили їм вийти у Фінал Гран-прі. У Фіналі стали п'ятими. В тому ж році виграли Чемпіонат Росії. Вирушили першою парою на Чемпіонат Європи та Чемпіонат Світу. На Чемпіонаті Європи йшли першими після короткої програми. У довільній програмі стали набравши 99.83 бали. Але зуміли зберегти місце. На Чемпіонаті Світу йшли третіми після короткого танцю, відстаючи тільки від світових лідерів: Девіс / Уайт і Вертью / Моїр. У довільному танці стали четвертими, поступившись Ганні Каппелліні / Луці Ланотті кілька сотих. У підсумку вибороли бронзову медаль. 
У сезоні 2013-2014 років стали другими на етапі Грані-Прі Cup of China. На Cup of Russia вибороли золоту медаль і потрапили до Фіналу Гран-прі. У фіналі зупинилися за крок від п'єдесталу. На Олімпіаді 2014 року у Сочі стали чемпіонами у командних змаганнях.
На командному чемпіонаті світу 2017 року у Токіо російські спортсмени виступили не зовсім вдало, фінішували на третьому місці у кожному виді програми. Російська збірна виграла срібні медалі. На домашньому Чемпіонаті Європи 2018 року в Москві Боброва та Соловйов вибороли друге місце. На Олімпійських іграх 2018 року в Кореї Катерина Боброва та Дмитро Соловйов у складі команди з Росії, яка виступала під нейтральним прапором, вибороли срібну медаль у командних змаганнях.

## Допінговий скандал
У березні 2016 року стало відомо, що у пробі на допінг Бобрової, яка була взята після Чемпіонату Європи 2016 року, було виявлено заборонений WADA препарат мельдоній. У квітні ISU скасував тимчасову дискваліфікацію Бобрової через низьку концентрацію препарату в допінг-пробі та тривалий термін його виведення з організму.

## Спортивні досягнення
з Д. Соловйовим

### З 2015 року
| Змагання/Сезон                                  | 2015—2016 | 2016—2017 | 2017—2018 |
| ----------------------------------------------- | --------- | --------- | --------- |
| Зимові Олімпійські ігри. Індивідуальні змагання |           |           | 5         |
| Зимові Олімпійські ігри. Командні змагання      |           |           | 2         |
| Чемпіонати світу                                |           | 5         |           |
| Чемпіонати Європи                               | 3         | 3         | 2         |
| Фінали Гран-прі                                 | 5         | 4         |           |
| Етапи Гран-прі: Skate Canada                    | 3         |           |           |
| Етапи Гран-прі: NHK Trophy                      | 2         |           |           |
| Етапи Гран-прі: Кубок Ростелекома               |           | 1         | 2         |
| Етапи Гран-прі: Skate America                   |           | 3         |           |
| Етапи Гран-прі: Кубок Китаю-Audi                |           |           | 3         |
| Командні чемпіонати світу                       |           | 2         |           |
| Мордовские узоры                                | WD        |           |           |
| Меморіал О. Непели                              |           | 1         | 1         |
| Кубок Варшави                                   |           | 1         |           |
| Золотий ковзан Загреба                          |           |           | 1         |
| Чемпіонати Росії                                | 1         | 1         | 1         |

### До 2015 року
| Змагання до 2015 року                           | 2005—2006 | 2006—2007 | 2007—2008 | 2008—2009 | 2009—2010 | 2010—2011 | 2011—2012 | 2012—2013 | 2013—2014 |    |
| ----------------------------------------------- | --------- | --------- | --------- | --------- | --------- | --------- | --------- | --------- | --------- | -- |
| Зимові Олімпійські ігри. Індивідуальні змагання |           |           |           |           | 15        |           |           |           | 5         |    |
| Зимові Олімпійські ігри. Командні змагання      |           |           |           |           |           |           |           |           | 1         |    |
| Чемпіонати світу                                |           |           |           | 13        |           | 8         | 6         | 7         | 3         | WD |
| Чемпіонати Європи                               |           |           |           |           | 9         | 2         | 2         | 1         |           |    |
| Чемпіонат світу серед юніорів                   |           | 1         |           |           |           |           |           |           |           |    |
| Чемпіонати Росії                                | 8J        | 1J        | 3         | 4         | 2         | 1         | 1         | 1         | 1         |    |
| Фінали Гран-прі                                 |           |           |           |           |           | 4         | 6         | 5         | 4         |    |
| Етапи Гран-Прі: Cup of China                    |           |           |           |           |           | 2         | 1         | 2         | 2         |    |
| Етапи Гран-Прі: Skate America                   |           |           |           |           |           |           |           | 2         |           |    |
| Етапи Гран-Прі: Cup of Russia                   |           |           | 4         |           |           | 1         | 3         |           | 1         |    |
| Етапи Гран-Прі: Skate Canada                    |           |           | 5         | 6         | 4         |           |           |           |           |    |
| Етапи Гран-Прі: NHK Trophy                      |           |           |           | 4         | 4         |           |           |           |           |    |
| Finlandia Trophy                                |           |           |           |           |           |           |           | 1         |           |    |
| Зимові Універсіади                              |           |           |           | 5         |           |           |           |           |           |    |

WD = фігуристи знялися зі змагань.
J = юніорський рівень.

## Програми
| Сезон     | Ритм танець | Довільний танець |
| --------- | --- | --- |
| 2015-2016 | Вальс Маскарад Арама Хачатуряна / Марш Монтеккі і Капулетті Сергій Прокоф'єв | Анна Кареніна by Dario Marianell |
| 2013—2014 | Квікстеп: «Diamonds Are a Girl’s Best Friends»Diamonds Are a Girl's Best Friends by Jule Styne Жуль Стайн Фокстрот: «I Will Wait For You» Мішель Легран Квікстеп: «Swing, Swing, Swing My Baby» | «Птахи» «Пори року» Антоніо Вівальді «Реквієм» Вольфганг Амадей Моцарт                                                                               |
| 2012—2013 | Полька: «О бедном гусаре замолвите слово» Андрій Петров Вальс: «Екіпаж» Альфред Шнітке | Man With a Harmonica із саундтреку до фільму «Одного разу на Дикому Заході» Енніо Морріконе (remix Appollo 44) «Тоска» Джакомо Пуччіні (аранжування) |
| 2011—2012 | Самба Румба Самба | Вальпургієва ніч з опери «Фауст» Шарль Гуно |
| 2010—2011 | «Дилайла» Том Джонс Вальс «Where I Want to Be» з мюзикла «Шахи» Бенні Андерссон, Бйорн Ульвеус                                                                                                  | Саундтрек до фільму «Мелодії білої ночі» Ісаак Шварц                                                                                                 |
| 2009—2010 | «Яблучко» | Адажіо Томазо Альбіоні |
| 2008—2009 | «Mack the Knife» Курт Вайль | Саундтрек до фільму «Ромео + Джульетта» |
| 2007—2008 | «Калинка» | «Suite in D Dur» з «Токкати і фуги» Йоган Себастьян Бах                                                                                              |
| 2006—2007 | Танго «La Passion» | «Artsakh» з Вірменської рапсодії Ара Геворкян |

## Зовнішні посилання
- Картка пари Боброва/Соловйов на сайті Міжнародного союзу ковзанярів [Архівовано 2 листопада 2011 у Wayback Machine.]

## Виноски
1. ↑  http://www.isuresults.com/bios/isufs00008942.htm
2. ↑  Team event results. Архів оригіналу за 4 березня 2018. Процитовано 28 квітня 2018.
3. ↑  Архівована копія. Архів оригіналу за 24 листопада 2021. Процитовано 24 листопада 2021.{{cite web}}:  Обслуговування CS1: Сторінки з текстом «archived copy» як значення параметру title (посилання)
4. ↑  Архівована копія. Архів оригіналу за 24 листопада 2021. Процитовано 24 листопада 2021.{{cite web}}:  Обслуговування CS1: Сторінки з текстом «archived copy» як значення параметру title (посилання)
5. ↑  Архівована копія. Архів оригіналу за 24 листопада 2021. Процитовано 24 листопада 2021.{{cite web}}:  Обслуговування CS1: Сторінки з текстом «archived copy» як значення параметру title (посилання)
6. ↑  Архівована копія. Архів оригіналу за 24 листопада 2021. Процитовано 24 листопада 2021.{{cite web}}:  Обслуговування CS1: Сторінки з текстом «archived copy» як значення параметру title (посилання)
7. ↑  Российская фигуристка Боброва из-за допинга пропустит чемпионат мира. BBC News. 7 березня 2016. Архів оригіналу за 24 листопада 2021. Процитовано 31 березня 2022. (рос.)
8. ↑  Результати чемпіоната Росії серед юніорів 2006 року [Архівовано 2012-09-09 у Archive.is]